# Seznam vrcholů v Ondavské vrchovině
Seznam vrcholů v Ondavské vrchovině zahrnuje pojmenované vrcholy s nadmořskou výškou nad 600 m. K sestavení seznamu bylo použito map dostupných na stránkách hiking.sk. Jako hranice pohoří byla uvažována hranice stejnojmenného geomorfologického celku.

## Seznam vrcholů
| #   | Vrchol           | Výška (m) | Souřadnice                       | Přístup                   |
| --- | ---------------- | --------- | -------------------------------- | ------------------------- |
| 1.  | Smilniansky vrch | 749       | 49°24′26″ s. š., 21°20′24″ v. d. | neznačeno                 |
| 2.  | Kačalová         | 676       | 49°19′21″ s. š., 21°22′01″ v. d. | neznačeno                 |
| 3.  | Czeremcha        | 669       | 49°24′56″ s. š., 21°27′32″ v. d. | červená turistická značka |
| 4.  | Čierna hora      | 667       | 49°18′09″ s. š., 21°30′30″ v. d. | červená turistická značka |
| 5.  | Makovica         | 655       | 49°19′06″ s. š., 21°27′48″ v. d. | neznačeno                 |
| 6.  | Kaštielik        | 647       | 49°23′13″ s. š., 21°24′49″ v. d. | neznačeno                 |
| 7.  | Kohútov          | 647       | 49°20′35″ s. š., 21°21′18″ v. d. | neznačeno                 |
| 8.  | Haľagoš          | 642       | 49°06′07″ s. š., 21°22′42″ v. d. | neznačeno                 |
| 9.  | Vysoký vrch      | 640       | 49°26′19″ s. š., 21°21′35″ v. d. | neznačeno                 |
| 10. | Spálený vrch     | 642       | 49°19′48″ s. š., 21°22′43″ v. d. | neznačeno                 |
| 11. | Jedlina          | 620       | 49°20′51″ s. š., 21°18′28″ v. d. | neznačeno                 |
| 12. | Grúň             | 608       | 49°18′06″ s. š., 21°31′43″ v. d. | neznačeno                 |